# Excepts from Ricochet
Excepts from Ricochet è un singolo pubblicato nel 1975 nella sola Australia, dalla band tedesca di musica elettronica, i Tangerine Dream. 
Esso si presenta molto simile al singolo precedente, infatti è composto da altri due estratti da Ricochet.

## Lista delle tracce
1. Excepts from Ricochet - 5:00
2. Excepts from Ricochet - 2:13

## Formazione
- Edgar Froese: sintetizzatori, chitarra elettrica.
- Peter Baumann: sintetizzatori.
- Christopher Franke: batteria, sintetizzatori.

## Fonte
- http://www.voices-in-the-net.de/excerpt_from_ricochet.htm